# Joyeuse
Joyeuse település Franciaországban, Ardèche megyében. Lakosainak száma 1760 fő (2022. január 1.). Joyeuse Labeaume, Lablachère, Ribes, Rosières, Saint-Alban-Auriolles és Vernon községekkel határos.

## Népesség
A település népességének változása:
| Lakosok száma | 1317 | 1368 | 1411 | 1595 | 1689 | 1703 | 1721 | 1752 | 1741 | 1760 |
|               | 1968 | 1982 | 1990 | 2006 | 2013 | 2015 | 2017 | 2019 | 2020 | 2022 |